# Hopea plagata
Hopea plagata är en tvåhjärtbladig växtart som beskrevs av António José Rodrigo Vidal. Hopea plagata ingår i släktet Hopea och familjen Dipterocarpaceae. Inga underarter finns listade i Catalogue of Life.